# کاسکینن
کاسکینن (به لاتین: Kaskinen) یک شهرک در فنلاند است که در اوستروبوتنیا واقع شده‌است. جمعیت این شهرک در سال ۲۰۱۷ میلادی ۱٬۲۷۶ نفر بوده‌است.

## خواهرخوانده
شهر بخش هودیکسوال خواهرخواندهٔ کاسکینن هست.